# Coppa delle Coppe 1972-1973 (pallacanestro femminile)
L'edizione 1972-1973 della Coppa delle Coppe è stata la seconda della seconda competizione europea per club organizzata dalla FIBA Europe. Si è svolta tra l'8 novembre 1972 al 29 marzo 1973.
Vi hanno partecipato dodici squadre. Il titolo è stato conquistato dallo Spartak Leningrado, in finale sullo Slavia Praga.

## Turno preliminare
| Squadra #1          | Totale  | Squadra #2     | Andata | Ritorno |
| ------------------- | ------- | -------------- | ------ | ------- |
| Spartacus Antwerpen | 109–150 | IEFS Bucharest | 56–76  | 53–74   |
| Academica Porto     | 86–118  | Lille          | 40–51  | 46–67   |
| Hapoel Tel Aviv     | 104–80  | CREFF Madrid   | 60–35  | 44–45   |

## Ottavi di finale
| Squadra #1      | Totale | Squadra #2   | Andata | Ritorno |
| --------------- | ------ | ------------ | ------ | ------- |
| IEFS Bucharest  | 99–132 | Slavia Praga | 43–62  | 56–70   |
| MTK Budapest    | 128–85 | Lille        | 61–40  | 67–45   |
| Hapoel Tel Aviv | 124–98 | Düsseldorf   | 71–52  | 53–46   |

## Gruppi quarti di finale

### Gruppo A
| Pos | Squadra               | G | V | P | PF  | PS  | DP  | Qualificazione              |  | LSO   | SRB    | HTA   |
| --- | --------------------- | - | - | - | --- | --- | --- | --------------------------- |  | ----- | ------ | ----- |
| 1   | Levski Sofia          | 4 | 3 | 1 | 331 | 301 | +30 | Qualificate alle semifinali |  | —     | 97–77  | 77–58 |
| 2   | Stella Rossa Belgrado | 4 | 3 | 1 | 370 | 320 | +50 | Qualificate alle semifinali |  | 98–84 | —      | 95–76 |
| 3   | Hapoel Tel Aviv       | 4 | 0 | 4 | 265 | 345 | −80 |                             |  | 68–73 | 63–100 | —     |

### Gruppo B
| Pos | Squadra            | G | V | P | PF  | PS  | DP   | Qualificazione              |  | SLE   | SPR   | MTK   |
| --- | ------------------ | - | - | - | --- | --- | ---- | --------------------------- |  | ----- | ----- | ----- |
| 1   | Spartak Leningrado | 4 | 4 | 0 | 305 | 183 | +122 | Qualificate alle semifinali |  | —     | 81–37 | 71–44 |
| 2   | Slavia Praga       | 4 | 2 | 2 | 195 | 251 | −56  | Qualificate alle semifinali |  | 53–72 | —     | 54–49 |
| 3   | MTK Budapest       | 4 | 0 | 4 | 191 | 257 | −66  |                             |  | 49–81 | 49–51 | —     |

## Semifinali
| Squadra #1            | Totale  | Squadre #2         | Andata | Ritorno |
| --------------------- | ------- | ------------------ | ------ | ------- |
| Levski Sofia          | 137–150 | Slavia Praga       | 90–78  | 47–72   |
| Stella Rossa Belgrado | 139–220 | Spartak Leningrado | 68–104 | 71–116  |

## Finali
| Squadra #1   | Totale | Squadra #2         | Andata | Ritorno |
| ------------ | ------ | ------------------ | ------ | ------- |
| Slavia Praga | 92–140 | Spartak Leningrado | 55–64  | 37–76   |